# Bulk (bodybuilding)
Bulk är en bodybuildingsterm, som innebär att man med en bra kosthållning håller sig över sin ±0-nivå kalorimässigt. På så sätt skapar man i kroppen en optimal anabol miljö för muskeluppbyggnad. När man bulkar satsar man ofta på att köra styrketräning för maximal hypertrofi (muskeltillväxt), undviker konditionsträning samt äter kaloririk mat. Den motsatta processen för bulk är att deffa.
Vanligtvis pratar man om att man antingen genomgår en "clean bulk" eller en "dirty bulk", också kallad grisbulk, på svenska. Den förstnämnda innebär att man fortfarande äter nyttigt (och mycket) för att gå upp i vikt, medan en grisbulk betyder att man tillåter sig att äta mindre nyttigheter, så som: choklad, godis, snabbmat, glass och andra råvaror som anses vara "onyttiga". 
Inom kroppsbyggning så brukar man i regel göra en bulk under vinterhalvåret, eller en viss tid innan tävling - för att sedan deffa (ligga på kaloriunderskott) precis innan sommaren eller inför en tävling.
Många säger att bulka är farligt, men om man ligger på ett överskott mellan 500 och 1 000 kalorier så är det ett balanserat sätt att bygga muskler och gå upp i vikt